# Abu-l-Faraj al-Isbahaní
Abu-l-Fàraj Alí ibn al-Hussayn ibn Muhàmmad ibn Àhmad ibn al-Hàytham al-Marwaní al-Umawí al-Quraixí (àrab: أَبُو اَلْفَرَجِ عَلِيُّ بْنُ اَلْحُسَيْنِ بْنِ مُحَمَّدِ بْنِ أَحْمَدَ بْنِ اَلْهَيْثَمِ اَلْمَرْوَانِيُّ اَلْأُمَوِيُّ اَلْقُرَشِيُّ المعروفُ بِأَبِي اَلْفَرَجِ اَلْأَصْفَهَانِيِّ (أو اَلْأَصْبَهَانِيِّ, Abū l-Faraj ʿAlī b. al-Ḥusayn b. Muḥammad b. Aḥmad b. al-Hayṯam al-Marwānī al-Umawī al-Quraxī), més conegut com a Abu-l-Fàraj al-Isbahaní (o al-Isfahaní) (àrab: أبو اَلْفَرَجِ اَلْأَصْبَهَانِيِّ (o اَلْأَصْفَهَانِيِّ), Abū l-Faraj al-Iṣbahānī (o al-Iṣfahānī)), també anomenat a Occident Abulfaraj (Esfahan, 897 - Bagdad, 20 de novembre de 967) fou un historiador, literat i poeta àrab nascut a Pèrsia. La seva obra principal, en la qual ell mateix diu que va treballar-hi 50 anys, és el Kitab al-Aghan (‘Llibre dels cants’), en el qual va recopilar els antics poemes i cançons àrabs.
Era descendent dels quraixites de la Meca i de confessió xiïta. Va estudiar a Bagdad, on va viure quasi tota la vida, protegit pels buwàyhides, especialment pel visir al-Muhal·labí. També va viure un temps a Alep, a la cort de l'hamdànida Sayf-ad-Dawla.